# Кро (Вар)
Кро (фр. Crau) насеље је и општина у Француској у региону Прованса-Алпи-Азурна обала, у департману Вар која припада префектури Тулон.
По подацима из 2011. године у општини је живело 16.855 становника, а густина насељености је износила 445,08 становника/km². Општина се простире на површини од 37,87 km². Налази се на средњој надморској висини од 36 метара (максималној 270 m, а минималној 15 m).

## Демографија
| 1962. | 1968. | 1975. | 1982. | 1990.  | 1999.  | 2011.  |
| ----- | ----- | ----- | ----- | ------ | ------ | ------ |
| 4.802 | 5.308 | 5.772 | 8.877 | 11 257 | 14 509 | 16.855 |

График промене броја становника у току последњих година